# M/V Explorer (1969)
M/V Explorer (tidigare namn: Lindblad Explorer och Society Explorer) var ett litet kryssningsfartyg, som den 23 november 2007 förliste efter att ha kolliderat med ett isberg i vattnen utanför ön King George Island söder om Sydshetlandsöarna, vid Graham Land i Antarktis. Fartygets passagerare och besättning evakuerades till fartyget M/S Nordnorge. Alla ombordvarande räddades.

## Bakgrund
Svensken Lars-Eric Lindblad (1927–1994), utvandrad till USA 1951, startade företaget Lindblad Travel 1958, med inriktning på turistresor till Antarktis. Den första kryssningen i Antarktis anordnades 1965 med hjälp av Chiles örlogsflotta och senare byggde han ett eget fartyg som hans fru Sonja döpte till Lindblad Explorer. Lindblads idé finns dokumenterad i hans biografi Passport to Anywhere – The story of Lars-Eric Lindblad (1983). Hans idé var på intet sätt att exploatera Antarktis orörda natur med massturism. Tvärtom var små hänsynstagande resegrupper konceptet för hans resor, i vilka även ingick expertföredrag om natur, miljö, djurliv och klimat. Han menade att de turister som kom till Antarktis skulle bli bättre medvetna om hoten mot miljön genom att ha sett allting med egna ögon och därmed bli en slags "ambassadörer" som sprider kunskap om Antarktis och om behovet av skydd för denna unika miljö. Hans devis var att "turismen kan rädda hotade naturområden och arter om den bedrivs på rätt sätt".
Fartyget byggdes klart 19 december 1969 på Nystads varv i Nystad i Finland. Hon hade beställts av Lars-Eric Lindblad och levererades under namnet Lindblad Explorer till K/S A/S Explorer & Co i Oslo och sattes genast i trafik med äventyrsturister. Hon uppnådde snart en viss ryktbarhet, eftersom den globala turistnäringen hade börjat vända blicken mot den formen av resor, mycket just tack vare Lars-Eric Lindblads pionjärinsatser för ekoturism och expeditionsturism under hela 1960-talet. Lindblad Explorer var det första fartyget i världen som speciellt var avsett för passagerarexpeditioner i antarktiska och arktiska polarhav, men också i tropiska farvatten. Förutom polartrakterna tog det under sexton år Lindblad Travels expeditionsdeltagare till avlägsna öar över hela Stilla havet, Indiska oceanen och Atlanten. Några destinationer var Galapagosöarna, Tahiti, Påskön, Nya Guinea, Nya Zeeland, Seychellerna, Falklandsöarna och Karibiska öarna. Fartyget blev, år 2007, ironiskt nog också det första av denna typ som sjönk i antarktiska farvatten. Det skedde under annat ägandeskap, eftersom Lindblad hade sålt fartyget 22 år tidigare.
Hon råkade en gång tidigare ut för ett allvarligt haveri i Antarktis, då hon i februari 1972 gick på grund i närheten av La Plaza Point vid Antarktiska halvön. Inte heller den gången kom någon människa till skada, fartyget evakuerades och bogserades till Buenos Aires för provisorisk reparation och därifrån vidare till varv i Kristiansand. Efter reparationen såldes hon till United Cruising Co Ltd i Nassau, ett företag som Svenska Amerika Linjen hade betydande intressen i. Kryssningarna fortsatte, nu utvidgade även till tropikerna. Bland annat torde hon vara det kryssningsfartyg som gått längst upp i Amazonfloden. Genom åren bytte hon ägare några gånger och tillhörde bland annat det svenska Salénrederiet Salenia 1982–1983, men gick huvudsakligen i liknande trafik under hela sin tillvaro. 1984 var hon åter det första passagerarfartyget, den här gången genom Nordvästpassagen.
1985 köptes hon av tyska intressenter som fräschade upp henne på varv och döpte om henne till Society Explorer. Omkring 1990 överfördes hon till ett företag registrerat i Monrovia och 1992 döptes hon till Explorer. 2004 övertogs hon av den sista ägaren, G.A.P Adventures, som också dockade henne för översyn. GAP Adventures är registrerat i Toronto i Kanada, som kan betraktas som ett framsteg efter alla dessa bekvämlighetsflaggor fr.o.m. 1980; Panama, Bahamas, Liberia. Besiktningar i Port Natale i Argentina under 2007 hade påvisat bara mindre oegentligheter, vilka åtgärdats före avfärden.

## Förlisningen
11 november 2007 lämnade M/V Explorer Ushuaia i Argentina för en nitton dagars kryssning vid Antarktiska halvön. Den 23 november kolliderade fartyget med undervattensdelen av ett isberg och sprang läck. Mayday sändes  04:24 UTC, och ett flertal fartyg hörsammade anropet. Peter Burman på Gap Shippings svenska dotterbolag organiserade operationen med  argentinska och chilenska kustbevakningarna, och det visade sig att det norska Hurtigrutenfartyget M/S Nordnorge befann sig bara några timmars gångtid därifrån. De ombordvarande evakuerades i god ordning utan missöden, och drev på havet i livbåtar och -flottar när M/S Nordnorge anlände cirka 10:00 UTC. De nödställda togs ombord på M/S Nordnorge. Explorer gick till botten samma dag på kvällen omkring klockan 19:00 UTC, förlisningsplatsen har ett djup av 1137 meter. De nödställda fördes till en forskningsstation på King George Island. Därifrån fördes de hem med ett chilenskt herculesplan.

## Passagerarlistor
Enligt den passagerarlista för Explorer som fartygets rederi G.A.P. Adventures tagit fram, uppgick antalet resenärer till 159, varav 54 tillhörde besättningen. Alla räddades och ingen identifieringskommission behövde tillsättas.

## Galleri

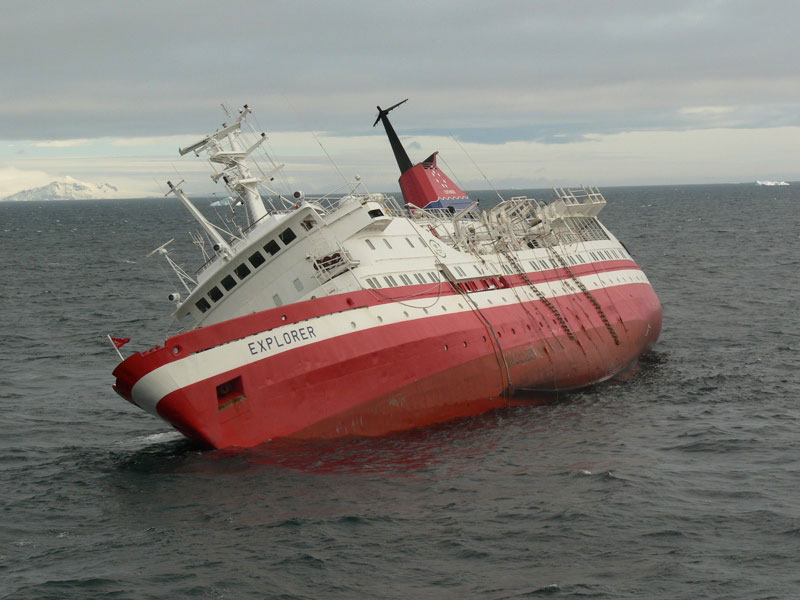
MS Explorer den 23 november 2007 med kraftig slagsida.
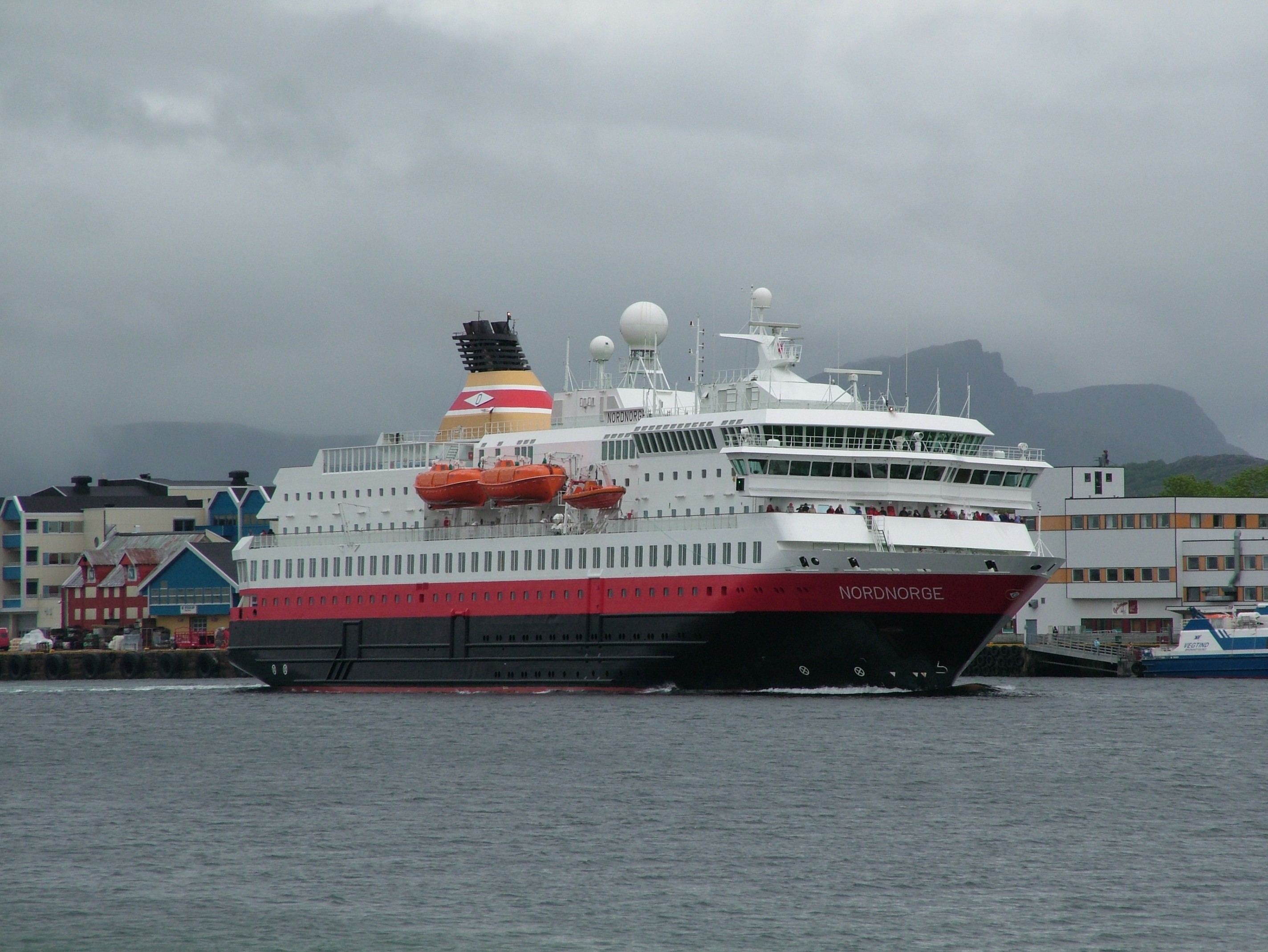
Fartygets passagerare och besättning evakuerades till M/S Nordnorge.
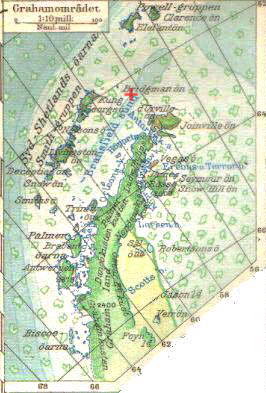
Ungefärliga förlisningsplatsen.
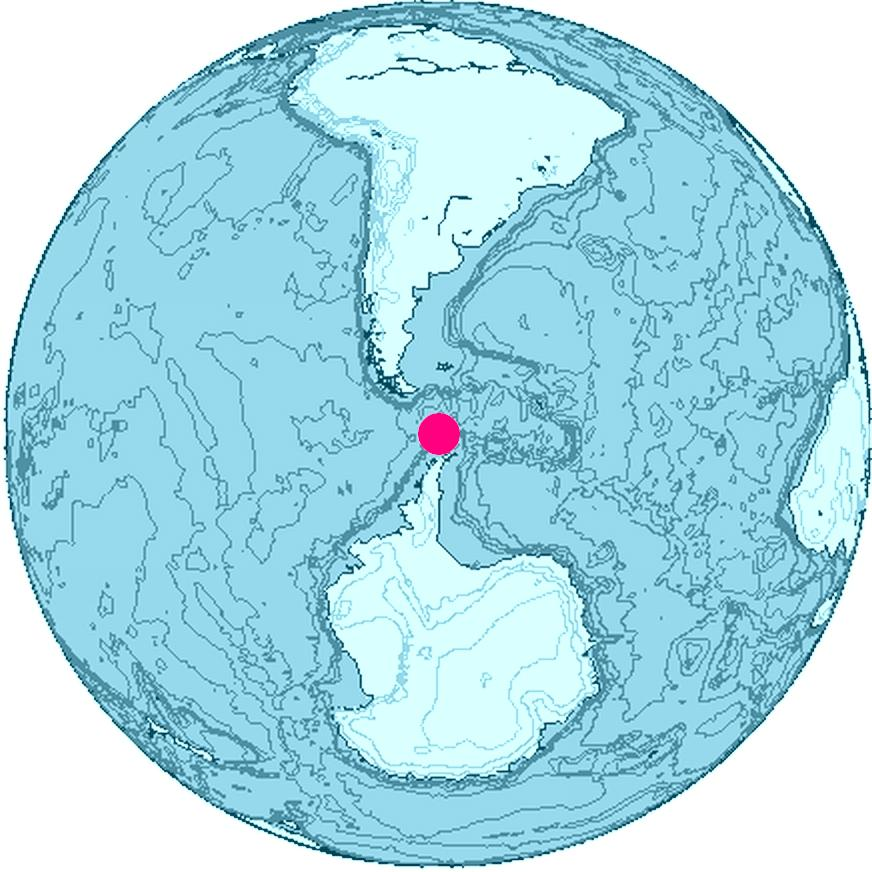
M/V Explorer förliste söder om Sydshetlandsöarna.